# 亚历山德罗·兰布鲁斯基尼
亚历山德罗·兰布鲁斯基尼（義大利語：Alessandro Lambruschini，1965年1月7日—），意大利男子田径运动员。他曾代表意大利参加1988年、1992年和1996年夏季奥林匹克运动会田径比赛，其中1996年奥运会获得一枚铜牌。